# إميلي ريل
إميلي ريل (بالإنجليزية: Emily Riehl)‏ عالمة رياضيات أمريكية ساهمت في نظرية الأصناف العليا ونظرية مثلية التوضع. يتعلق الكثير من عملها، بما في ذلك أطروحة الدكتوراه الخاصة بها، بالهياكل النموذجية وأسس الأصناف اللانهاية مؤخراً. تشتهر ريل بإنجازاتها المهنية المبكرة. وقد ألفت كتابين دراسيين، وهي تخدم في هيئة تحرير ثلاث مجلات.

## تعليمها وحياته المهنية
نشأت ريل في بلومنغتن نورمال، إلينوي. وعندما كانت طالبة في المرحلة الثانوية في مدرسة ثانوية جامعية في نورمال في عام 2002، فازت ريل بالمركز الثالث في مسابقة إنتل للعلوم والمواهب الوطنية لمشروعها في الرياضيات بعنوان «حول خصائص رسوم تتس البيانية.»
التحقت ريل بجامعة هارفارد كطالبة جامعية في مرحلة الباكالوريوس؛ حيث كان بنديكت غروس مُرشدها، كتبت أطروحة الباكالوريوس الخاصة بها عن نظرية مجال الصنف المحلي. كما ترأست فريق الرجبي في المدرسة وعزفت على الفيولا في أوركسترا هارفارد - رادكليف. بعد تخرجها من هارفارد، أكملت الجزء الثالث من امتحان تريبوس في الرياضيات في جامعة كامبريدج. وفي عام 2011، حصلت ريل على شهادة الدكتوراه في جامعة شيكاغو، تحت إشراف جون بيتر ماي.
بين عامي 2011 و2015، شغلت منصباً في جامعة هارفارد كزميلة في أبحاث بنجامين بيرس لما بعد الدكتوراة. ومنذ عام 2015، عملت في جامعة جونز هوبكنز كأستاذة مساعد. بالإضافة إلى ذلك، تقوم بالتدريس على موقع edX واستضافت مقاطع فيديو على قناة Numberphile على اليوتيوب.

## نشاطاتها الأخرى
بالإضافة إلى عملها في الرياضيات، تنافست ريل في فريق كرة القدم الوطني الأسترالي للسيدات في الولايات المتحدة في كأس أستراليا الدولي لكرة القدم، وكانت نائبة قائدة الفريق في كأس عام 2017. وأثناء عملها كباحثة ما بعد الدكتوراة في جامعة هارفارد، عزفت على غيتار البيس الإلكتروني في فرقة Unstraight.

## كتبها الدراسية
ألفت ريل كتابين دراسيين:
- نظرية مثلية التوضع الصنفية Categorical Homotopy Theory (2014)، نُشر من قبل مطبعة كامبريدج.[12][13]
- سياق نظرية الأصناف Category Theory in Context (2016)، نُشر من قبل شركة دوفر.[14][15]